# Александар Чепурин
Александар Васиљевич Чепурин (рус. Александр Васильевич Чепурин; 20. септембар 1952) је руски дипломата, бивши амбасадор Руске Федерације у Републици Србији од 26. септембар 2012. до 10. јуна 2019. године.

## Биографија
Александар Чепурин је рођен 1952. године. Има факултетско образовање. Године 1975. завршио је Московски државни институт међународних односа Министарства иностраних послова Русије. Говори енглески, француски и италијански језик.